# Phorbia curvicauda
Phorbia curvicauda este o specie de muște din genul Phorbia, familia Anthomyiidae. A fost descrisă pentru prima dată de Zetterstedt în anul 1845. Conform Catalogue of Life specia Phorbia curvicauda nu are subspecii cunoscute.